# David Delfín
Diego David Domínguez González, més conegut com a David Delfín (Ronda, Màlaga, 2 de novembre de 1970 - Madrid, 3 de juny de 2017) va ser un dissenyador i artista espanyol. Va crear la marca Davidelfin el 2001 amb els tres germans Postigo —Deborah, Diego i Gorka— i la model Bimba Bosé.

## Moda
Va començar desfilant en el Circuit de Barcelona amb la col·lecció Openin Nite (primavera / estiu 2001). El salt a les primeres planes va arribar el 2002, quan va desfilar amb la col·lecció Cour desmiracles a la passarel·la de mercat ambulant nudista de Madrid. Aquesta col·lecció inspirada en el pintor René Magritte i en el director de cinema Luis Buñuel presentava les models amb la cara tapada amb caputxes a manera de burques i sogues de forca al coll, un fet que va produir una enorme polèmica per la coincidència amb la guerra de l'Afganistan contra el règim dels talibans.
No obstant això, aquesta polèmica no va impedir que fos guardonat en la Passarel·la Cibeles de 2003 amb el premi a la millor col·lecció d'un jove dissenyador, per In loving memory. Des de llavors va seguir desfilant regularment a la Cibeles amb altres col·leccions com Mi manchi o Cuerpo extraño on la model Bimba Bosé s'ha convertit en la seva musa.
En la seva col·lecció a la Passarel·la Cibeles de 2008, va presentar Intimidad, on el dissenyador va voler expressar els seus sentiment més íntims per a la temporada tardor-hivern 2008-09. Els dissenys van ser menys transgressors que en altres ocasions, encara que diversos models van sortir amb la cara coberta, nota polèmica de la jornada. En la col·lecció van destacar les armilles i vestits de punt de ganxo i l'austeritat en els talls, amb molts detalls però sempre ocults. I quant als colors, van abundar els tons blancs, blaus, negres i una única concessió al rosa en homenatge a Louise Bourgeois, amb un teixit en aquest to que va néixer inspirat en "l'espècie de ninotets que cus i regira l'escultura".
La col·lecció tardor-hivern 2012-2013 que va presentar David Delfín a la Mercedes-Benz Fashion Week Madrid va ser minimalista i molt original. La desfilada va començar amb looks 100% en blanc amb petits tocs mostassa en coll i punys. A poc a poc van ser apareixent els tons crus, el gris i el negre. La novetat d'aquesta col·lecció va ser la incorporació de l'estampat animal print en negre i gris. Vestits molt entallats amb corbates slim i pantalons que deixen a la vista mitjons blancs i executius. Les cremalleres també van tenir protagonisme.
En la seva col·lecció Cápsula de primavera-estiu 2014 compta amb la participació de les models Verónica Blume, Nieves Álvarez, Martina Klein, Laura Ponte i Bimba Bosé. La col·lecció No One de tardor-hivern 2014 es va presentar durant la Mercedes Benz Fashion Week i va seguir les petjades dels seus últims treballs. Peces molt comercials i funcionals, d'estil urbà, amb la inspiració masculina molt present. L'encarregat dels complements de la col·lecció va ser el bloguer i dissenyador Pelayo Díaz, exparella seva.
Va morir el 4 de juny de 2017 víctima d'un càncer que li havia estat diagnosticat l'any anterior, després d'haver estat intervingut l'abril per aquest tumor al cap.

## Altres disciplines
David deia entendre la moda com a art polifacètic, per això va realitzar exposicions per Madrid i Màlaga on barrejava fotografia, vídeo, música i moda per expressar la seva manera de veure el món. A causa del caràcter polifacètic de David Delfín, ha realitzat tota mena de treballs, com el disseny integral del programa televisiu Noche Hache o l'àlbum de Miguel Bosé Papito o col·leccions per a altres marques com la dissenyada per Converse.
També va aparèixer de forma recurrent en el programa de telerealitat d'MTV Alaska y Mario com a amic de la parella i dissenyador. En un capítol del programa es mostra com Alaska, Mario Vaquerizo i Bimba Bosé entonen "Absolutamente" de Fangoria per posar el fermall d'or a una de les desfilades del dissenyador. La direcció artística de cinema, que li va valer una nominació als Goya l'any 2002 pel curtmetratge V.O. d'Antonia San Juan, i nombrosos videoclips d'artistes com Fangoria o Miguel Bosé.
L'any 2013 va participar en un episodi de la sèrie de televisió La que se avecina, compartint trama amb Antonia San Juan, Macarena Gómez, Bimba Bosé i Pelayo Díaz. En el capítol, s'interpreta a si mateix treballant en el seu taller de costura amb Pelayo i Bimba al que acudeix Estela Reynolds per encarregar el seu vestit de núvia.

## Reconeixement
Va ser guardonat amb els premis de la revista Shangay Express 2003 i 2007 i va ser declarat un dels 25 homes gai més influents d'Espanya pel diari El Mundo.
El 2012 va guanyar el premi L'Oréal a la millor col·lecció de la Mercedes-Benz Fashion Week Madrid.
L'any 2016 se li va concedir el Premi Nacional de Disseny de Moda, que va ser entregat pòstumament el juliol del 2017, un mes més tard de la seva mort.
El febrer de l'any 2020 se n'inaugurarà una retrospectiva a Madrid, a la Sala Canal de Isabel II, que seguirà la carrera del dissenyador des dels seus inicis l'any 2001 i que reunirà les seves col·leccions més emblemàtiques.